# يوهانس تيله (كيميائي)

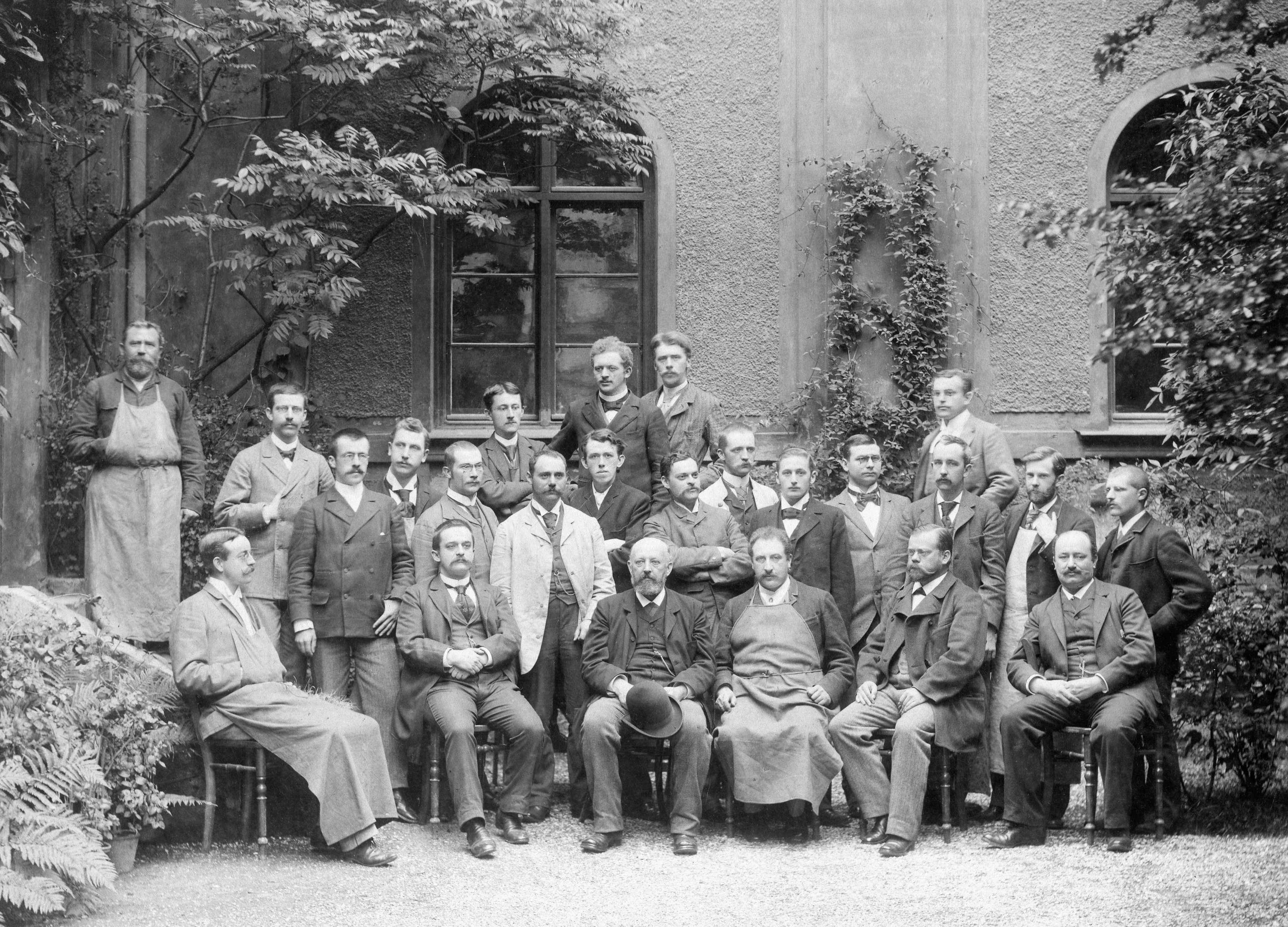
يظهر يوهانس تيله في الصف الأمامي في الموقع الثاني من اليسار عام 1893

يوهانس تيله (بالألمانية: Johannes Thiele)‏ (1865-1918) (بالألمانية: Friedrich Karl Johannes Thiele) هو كيميائي ألماني بارز وأستاذ في جامعات عدة، كجامعة ميونيخ وجامعة ستراسبورغ. طور يوهانس تيله العديد من التقنيات المخبرية المتعلقة بعزل المركبات العضوية , في عام 1917 ابتكر جهاز لتحديد دقة نقطة الذوبان وأسماه أنبوب تيله.
ولد يوهانس تيله في تييلي راتيبور في بروسيا عام 1865, درس تيله الرياضيات في جامعة بريسلاو لكن في وقت لاحق تحول لدراسة الكيمياء ، وحاز درجة الدكتوراه من جامعة هاله في عام 1890، كما تولى التدريس في جامعة ميونيخ بين عامي 1893حتي 1902 ، عندما عين أستاذا للكيمياء في جامعة ستراسبورغ، في عام 1899 ، كان رئيس تييلي الكيمياء العضوية في أكاديمية العلوم البافارية في ميونيخ.
اكتشف يوهانس تيله تكاثف الكيتونات والألدهيدات مع البنتادين، واعترف أيضًا بأن هذه الأنواع الملونة العميقة تتصل لكن عن طريق الايزوميريا مع مشتقات البنزين. ووفقًا لأحد طلاب تيله ويدعى هاينريش فيلاند، كان ثييل يبدي كراهية لكيمياء المنتجات الطبيعية.